# Mike Taylor
Ronald Michael "Mike" Taylor, född 1938 i Ealing, död januari 1969, var en brittisk jazzkompositör, pianist och låtskrivare åt bluesrockbandet Cream.
Under Taylors tidiga år gav han ut två album - Pendulum (1966) (tillsammans Jon Hiseman, Tony Reeves och Dave Tomlin under namnet The Mike Taylor Quartet) och Trio (1967) (tillsammans Jack Bruce och Jon Hiseman).
Trots Taylors korta skivkarriär, fick Taylor sin största succé med sitt låtskrivande tillsammans med Creams trummis Ginger Baker på låtarna Passing the Time, Pressed Rat and Warthog och Those Were the Days på bandets album Wheels of Fire (1968).
Taylor drunknade i Themsenfloden 1969, 31 år gammal. Hans kropp hittades efter några veckor vid kusten på stranden nära Leigh-on-Sea.